# Egisto Dal Santo
Egisto Dal Santo Júnior (Soledade, Rio Grande do Sul, 25 de julho de 1964), também conhecido como Egisto Ophodge ou Egisto 2 é um músico multi-instrumentista, cantor, compositor, produtor cultural, produtor fonográfico e escritor brasileiro.

## Carreira

### Como Músico
A Carreira de Egisto começou em 1981 em Soledade, interior do Rio Grande do Sul. Nos dois anos seguintes tocou com uma pequena banda no município de São Leopoldo. Em 1983 passou um período em São Paulo, retornando em 1984 e se radicando em Porto Alegre. Em 1987, fundou a banda Colarinhos Caóticos. Nesse percurso, cruzou com várias gerações do rock gaúcho, se envolvendo em muitos projetos musicais. Tocou ao lado de grandes artistas gaúchos como Edu K, Charles Master, Bebeco Garcia, Julio Reny, Frank Jorge, Carlo Pianta, Fábio Ly, entre outros.

### Produtor Fonográfico
Egisto começou a atuar como produtor fonográfico no final dos anos 1980, sendo um dos pioneiros na produção musical no sul do país. Encarou esse desafio por pura necessidade, já que não havia produtores em Porto Alegre.
Além do seu trabalho como músico, Egisto produziu também diversas bandas e artistas reconhecidos como Júpiter Maçã (A Sétima Efervescência), Tequila Baby, Charles Master, Cowboys Espirituais, Bebeco Garcia, Graforréia Xilarmônica, Oly Jr., entre outros. Também teve as coletâneas Ipanema 15 mais e Baladas do Bom Fim, revisitando a obra de Nei Lisboa e o programa Segunda sem Ley.

## Discografia

### Carreira Solo
| Álbum                | Ano  |
| -------------------- | ---- |
| Longe E Perto Demais | 2012 |
| Vertigens            | 2015 |
| 4 Magníficos         | 2019 |
| Transe               | 2021 |
| Paris Hotel          | 2023 |

## Prêmios
Ao longo de sua carreira, Egisto foi reconhecido com vários prêmios. Ganhou três vezes o Prêmio Açorianos de Música, da Prefeitura de Porto Alegre: melhor letrista em 1994, agitador cultural em 1998 e produtor musical em 2001.
| Ano  | Categoria         | Indicação        | Resultado |
| ---- | ----------------- | ---------------- | --------- |
| 1994 | Melhor Letrista   | Egisto Ophodge   | Venceu    |
| 1998 | Agitador Cultural | Egisto 2         | Venceu    |
| 2001 | Produtor Musical  | Egisto Dal Santo | Venceu    |

## Livros
- Notas de Viagens, aventuras e desventuras no rock gaúcho; Armazém Digital, 2008.[2][8]